# Aegus platyodon tohyamai
Aegus platyodon tohyamai es una subespecie de coleóptero de la familia Lucanidae.

## Distribución geográfica
Habita en Ceram (Indonesia).